# El Vergel, Villanueva
El Vergel är en ort i Mexiko.   Den ligger i kommunen Villanueva och delstaten Zacatecas, i den centrala delen av landet, 500 km nordväst om huvudstaden Mexico City. El Vergel ligger 2 067 meter över havet och antalet invånare är 179.
Terrängen runt El Vergel är platt åt nordväst, men åt sydost är den kuperad. Runt El Vergel är det glesbefolkat, med 12 invånare per kvadratkilometer. Närmaste större samhälle är González Ortega, 17,4 km nordost om El Vergel. Trakten runt El Vergel består i huvudsak av gräsmarker.